# Nom oficial
Els noms propis oficials són els reconeguts per les institucions públiques. En el cas dels noms de persona, són els que hom fa constar al Registre Civil en el moment d'inscriure-hi un nounat, i que constaran en tota la documentació d'aquella la persona a mesura que es vagi generant.
Hi ha diferents noms propis oficials: el prenom, el nom del mig, el cognom i el postnom.